# Xperia Z1
El Sony Xperia Z1 es un teléfono inteligente de gama alta, de la marca Sony. El Z1, conocido bajo el proyecto "Honami", fue revelado durante la conferencia de prensa en la IFA 2013 el 4 de septiembre de 2013. Lanzado el 15 de septiembre de 2013 en China, en el Reino Unido el 20 de septiembre de 2013, y en los demás mercados llegó en octubre de 2013. El 13 de enero de 2014, tuvo una versión modificada exclusiva para T-Mobile US, que por ende solo fue liberada en los Estados Unidos. 
Sin embargo, el 5 de agosto de 2013, algunos países del sur de Europa, vendieron gran número de estos móviles, sin permiso de Sony, ya sea por error humano o por motivos económicos, antes de la fecha oficial de lanzamiento mundial.
Como su predecesor, el Sony Xperia Z, el Xperia Z1, es a prueba de agua y de polvo, y tiene un IP rating de IP55 y IP58. Lo maravilloso del Z1 es la cámara posterior de 20.7 megapíxeles, emparejado con Sony lente G en-casa y su algoritmo de procesamiento de imagen BIONZ llamada.. De igual forma, el teléfono viene con una nueva interfaz para la cámara, enfocada al botón de obturador y un diseño de aluminio y cristal de una sola pieza.

## Especificaciones

### Hardware del móvil

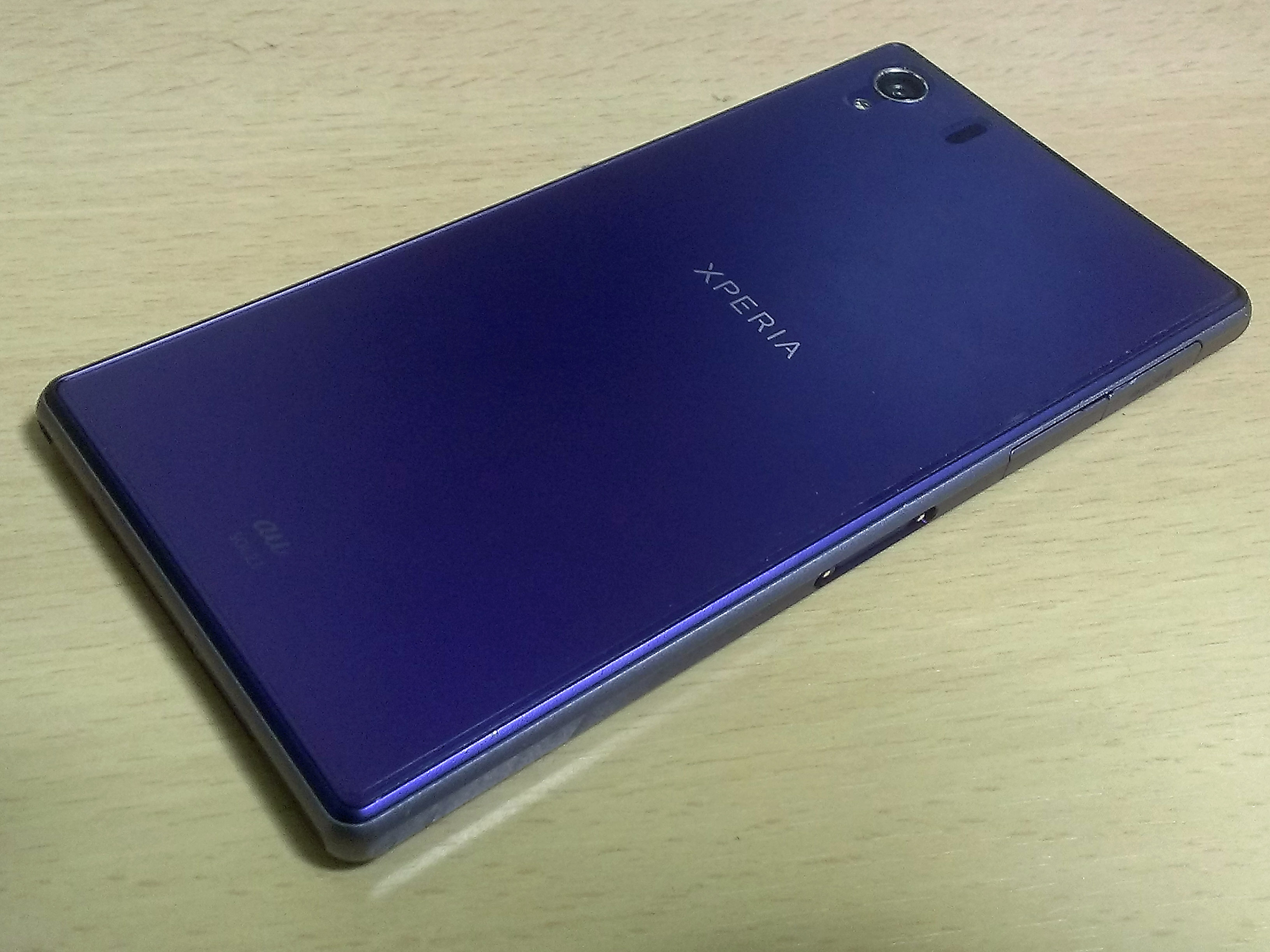
Xperia Z1 tiene una brillante carcasa con marco de aluminio

El diseño del Xperia Z1 es "Omni-Balance", acorde a Sony, el cual está creado con simetría en cualquier dirección. El Xperia Z1 ha redondeado sutilmente los bordes y las superficies lisas y reflectantes en todos los lados, que se mantienen unidos por un marco de esqueleto de aluminio. El teléfono cuenta con vidrio templado, la propia Sony afirma que es incluso más resistente que el vidrio gorila, en la parte delantera y trasera está cubierta por una película irrompible. El botón de encendido es de aluminio y está colocado en la parte derecha del dispositivo. Se dice que su ubicación lo hace más operable. El aspecto metálico y el posicionamiento del botón de encendido está inspirado en el diseño de la corona de relojes de lujo.
Está disponible es tres colores: negro, blanco, y morado. Es más delgado (8.5mm) y más ligero (169g) y tiene una pantalla más ligera en comparación con el Xperia Z, aun así, los dos teléfonos gozan del mismo tamaño de pantalla. Sony dijo que el marco tenía debió ser ampliado debido al tamaño del sensor de la cámara The phone is certified waterproof to 1.5 m for up to 30 minutes. The Z1 is dust resistant with an IP rating of 55 and 58. Unlike the Xperia Z, the Xperia Z1 doesn't have a flap covering its headphone jack, but maintains its waterproofing, a move welcomed by many due to the waterproofing warranty on the Sony Xperia Z being reliant on all ports being sealed. Additional less oblivious connectivity includes support for USB OTG allowing for the connection of external USB devices as well as support for MHL output connection. El Xperia Z1 tiene 2GB de RAM y un procesador Qualcomm's quad-core Snapdragon 800 a 2.2 GHz. También incluye una pantalla de 5.0 pulgadas de Sony Triluminos con X-Reality Engine para la mejora de imagen y video. El Z1 porta una batería de 3000mAh.

### Software
El Xperia Z1 usa Android 4.2. Algunas notables adiciones son las aplicaciones de Sony – Walkman, Álbum y Vídeos. NFC que también es algo fundamental del dispositivo, permitiendo el enlace de 'One-Touch' función de espejo que se incluye en los teléfonos y los hace compatibles con las TVs o reproductores de música en una conexión NFC inalámbrica. Adicionalmente el dispositivo incluye el modo Stamina para la batería que incrementa el tiempo de espera hasta 4 veces más. Muchas aplicaciones de Google cómo Google Chrome, Google Play, Búsqueda por voz, Google Maps y Hangouts) ya vienen preinstaladas. Además Sony cambio radicalmente la interfaz de la cámara; se han añadido nuevas características, como los efectos de TimeShift y Realidad aumentada.
Sony anuncio la actualización Android 4.3 Jelly Bean para el Z1 con algunas características nuevas.
A partir de la actualización del firmware.290 el bootloader puede ser oficialmente desbloqueado sin perder las funcionalidades de la cámara.
El 28 de enero de 2014 Sony comenzó la actualización de Firmware.136, adicional al arreglo de bugs Sony incluyó la característica de balance de blancos que permitió al usuario modificar el balance de su display.
En noviembre 7 de 2013, Sony Mobile anuncio en su blog, que el Xperia Z1 recibiría una actualización de Android 4.3 en diciembre. También anuncio que la actualización a Android 4.4 eventualmente seria lanzada para el Z1.
A partir del 19 de marzo de 2014, el Xperia Z1 ha sido actualizado a Android 4.4.2 KitKat
A partir desde el 27 de junio de 2014 El Sony Xperia Z1 ha sido actualizado a Android 4.4.4 KitKat
El 6 de enero de 2015, Sony confirmó que recibirá muy pronto la actualización a Android 5.0 Lollipop
El 26 de abril de 2015, Sony libero la actualización 14.5.A.0.242 con Android 5.0.2 Lollipop

## Características
Con el enfoque a la nueva cámara, el Xperia Z1 introduce nuevas aplicaciones.
- Social live, desarrollado en conjunto con Bambuser, permite a los usuarios transmitir sus videos en vivo via Facebook y recibir comentarios de sus amigos en tiempo real.
- Info-eye instantáneamente proporciona información acerca de los objetos capturados con la cámara del Xperia.
- Timeshift-burst captura 61 frames en 2 segundos, iniciando antes de presionar el botón de obturador, permitiendo al usuario elegir la mejor toma. Y todo esto en una resolución de 1080p.
- AR Effect cambia la cámara al efecto de Realidad aumentada y agrega algunas animaciones divertidas a las imágenes.

## Variantes
| Modelo      | FCC id     | Regiones    | Bandas GSM | Bandas UMTS                                           | Bandas LTE                                   | Notas                                                                                  |
| ----------- | ---------- | ----------- | ---------- | ----------------------------------------------------- | -------------------------------------------- | -------------------------------------------------------------------------------------- |
| C6902/L39h  | PY7PM-0500 | Mundial     | Quad       | Penta                                                 | N/A                                          | [ 12 ]                                                                                 |
| C6906       | PY7PM-0460 | América     | Quad       | Penta                                                 | 1, 2, 4, 5, 7, 8, 17                         | [ 13 ]                                                                                 |
| C6916 (Z1s) | PY7PM-0590 | T-Mobile US | Quad       | Penta                                                 | 4, 17                                        | [ 14 ]                                                                                 |
| C6903       | PY7PM-0450 | Mundial     | Quad       | Penta                                                 | 1, 2, 3, 4, 5, 7, 8, 20                      | [ 15 ]                                                                                 |
| C6943       | PY7PM-0650 | Brasil      | Quad       | Penta                                                 | 1, 2, 3, 4, 5, 7, 8, 20                      | Este modelo es idéntico al C6903 pero también es capaz de soportar la ISDB-T en Brasil |
| SOL23       | PY7PM-0470 | au de KDDI  | Quad       | 1, 2, 4, 5                                            | 1, 3, 11, 18                                 | [ 17 ] [ 18 ]                                                                          |
| SO-01F      | PY7PM-0440 | NTT DoCoMo  | Quad       | 1, 5, 6, 19                                           | 1, 3, 19, 21                                 | [ 19 ]                                                                                 |
| L39t        |            | China       | Quad       | local TD-SCDMA: 34, 39 sólo itinerancia UMTS: 1, 2, 5 | local: 38, 39, 40, 41 sólo itinerancia: 3, 7 | [ 20 ]                                                                                 |

Todos los variantes soportan cuatro bandas 2G GSM 850/900/1800/1900 y cinco 3G UMTS 850/900/1700/1900/2100 (excepto el modelo SO-01F).

## Recepción y Críticas
La reseña de CNET.co.uk gustó del acabado aprueba de agua, y la poderosa y brillante pantalla. A Wired review by Dave Oliver thought the phone felt heavy but liked the screen, sharp image and covered expansion slot covers.
Las críticas más fuertes fueron hacia varias empresas de distintas telefonías móviles, que vendieron antes de la fecha de lanzamiento, un gran número de este terminal de alta gama, causando graves daños económicos irreparables a Sony